# LTspice
LTspice ist eine kostenlose Software des ehemaligen Halbleiterherstellers Linear Technology (seit 2017 bei Analog Devices) zur Schaltungssimulation. Es basiert auf SPICE, ist dazu kompatibel und besonders zur Simulation von Schaltnetzteilen geeignet. Entwickelt wurde es von Mike Engelhardt.

## Entstehung, Entwicklung und aktueller Stand
LTspice ging 1999 aus SwitcherCAD hervor, wodurch es auch seinen zweiten Namen hat, und wird seitdem beständig weiterentwickelt. Das Programm wurde inklusive der Vorgängerversion SwitcherCAD bereits über drei Millionen Mal heruntergeladen (Stand 2011). Inzwischen kann es in manchen Fällen auch mehrere Prozessoren nutzen (Multiprocessing). Die Windows-Version wurde vom Autor auf Kompatibilität unter Wine getestet, so dass man es auch unter Linux nutzen kann. Für macOS gibt es eine eigenständige Version.
2016 wurde von Linear Technology die aktuelle Version LTspice XVII für Windows 7, 8 und 10 vorgestellt. Nach der Trennung Mike Engelhardts von Analog Devices findet seit 2019 im Wesentlichen nur noch eine Pflege der Bauteilbibliotheken statt. Mit LTspice werden Modelle für sehr viele Bausteine von Linear Technology, Maxim Integrated (beide heute zu Analog Devices gehörend) und Analog Devices mitgeliefert und optimal unterstützt. Enthalten ist auch eine Bibliothek von diskreten Bauelementen und integrierten Schaltungen anderer Hersteller.

## Eigenschaften und Funktion
Zeitverläufe – inklusive Parametervariationen – lassen sich berechnen und darstellen, darüber hinaus kann man diese auch in den Frequenzbereich transformieren. Weiterhin kann man eine Kleinsignalanalyse vornehmen und eine Monte-Carlo-Simulation durchführen. Zusätzlich zu analogen Bauteilen werden auch idealisierte digitale Gatter in den Bibliotheken mitgeliefert.
Durch die Kompatibilität mit SPICE können Modelle aus anderen Quellen relativ einfach übernommen und verwendet werden.

## Lizenz
LTspice ist Freeware. Die Software darf nicht verändert, jedoch von jedermann kostenfrei genutzt werden. Halbleiterhersteller dürfen sie jedoch nicht im Rahmen der Vermarktung ihrer Produkte nutzen.

## Alternativen
Es gibt eine Vielzahl von Programmen, die SPICE zur Simulation verwenden, darunter viele kommerzielle Programme.